# Auxin
Auxin là hormone kích thích sự phát triển của thực vật.

## Lịch sử
Năm 1880, Darwin đã phát hiện rằng bao lá mầm của cây họ lúa rất nhạy cảm với ánh sáng. Nếu chiếu sáng một phía thì gây ra quang hướng động, nhưng nếu che tối hoặc bỏ đỉnh sinh trưởng thì hiện tượng trên không xảy ra. Ông cho rằng: đỉnh ngọn bao lá mầm là nơi tiếp nhận kích thích ánh sáng, đã sinh ra một chất nào đấy liên quan đến hiện tượng trên. Sau đó Paal (1919) và Went (1928) đã chứng minh được sự tồn tại của chất này.
Năm 1926, Frits Went (người Hà Lan), làm thí nghiệm cắt ngọn của diệp tiêu và đặt ngọn này lên một khối agar trong chừng một giờ là được chiếu sáng.  Sau đó đặt khối agar không có diệp tiêu này lên phần diệp tiêu còn lại. Phần diệp tiêu này tiếp tục tăng trưởng mọc cong về phía chiếu sáng và nếu đặt khối agar lệch trục diệp tiêu thì diệp tiêu cũng mọc cong ngay cả trong tối. Khối agar kiểm chứng không gây một hiệu quả nào. Rõ ràng rằng có một chất kích thích sinh trưởng đã khuếch tán từ phần ngọn diệp tiêu vào khối agar và khi đặt khối agar này lên phần diệp tiêu còn lại thì chất này được di chuyển xuống và kích thích sự tăng dài. Went gọi chất này là auxin.
Đến năm 1934, giáo sư hóa học Kogl người Hà Lan và các cộng sự đã tách ra một chất dịch chiết nấm men có hoạt tính tương tự chất sinh trưởng thực vật này. Năm 1935, Thimann cũng tách được chất này từ nấm Rhyzopus. Người ta xác định được bản chất hóa học của nó là β-axit indol axetic (AIA).

## Công thức hóa học

Axit β-Indolyaxetic(AIA)
Axit β-Indolybutyric(AIB)
Axit 2,4 dicloro-phenoxiaxetic(2,4D)
Axit 2,4,5 tricloro-phenoxiaxetic(2,4,5T)
Axit α-naphtylaxetic(αANA)
Axit 2-metyl 4-clorophenoxiaxetic(2M4C/MCPA)

## Tác dụng sinh lý
Auxin có tác dụng tốt đến các quá trình sinh trưởng của tế bào, hoạt động của tầng phát sinh, sự hình thành rễ, hiện tượng ưu thế ngọn, tính hướng động của thực vật, sự sinh trưởng của quả và tạo ra quả không hạt...
Auxin kích thích sự sinh trưởng giãn của tế bào. Nhưng nếu kích thích với hàm lượng quá cao, tác dụng quá mạnh sẽ xảy ra hiện tượng ức chế ngược trở lại, lúc này auxin sẽ trở thành chất ức chế.

## Cơ chế tác dụng
Auxin ảnh hưởng đến nhiều khía cạnh của sự lớn mạnh và phát triển của thực vật, bao gồm sự mở rộng của tế bào, ức chế sự phát triển của các chồi phụ và sự đâm rễ. Các auxin tổng hợp được dùng trong loại bột làm cho bén rễ để chiết cành, và được dùng trong một số thuốc diệt cỏ, nơi mà nồng độ auxin cao sẽ tạo ra sự phát triển hết sức nhanh chóng làm cây cỏ tàn lụi đi. Chúng còn dùng để ngăn cản sự rụng trái.
Auxin có vai trò quan trọng trong sự kiểm soát sự tăng dài của tế bào.  Vì tế bào thực vật có vách bao bọc, nên tế bào chỉ có thể tăng trưởng được khi vách có thể được kéo dài ra.  Vách được cấu tạo bởi phần lớn là đường đa mà thành phần chính là cellulose. Ở vách sơ cấp, cellulose hiện diện dưới dạng những sợi dài liên kết với các đường đa khác để tạo ra một mạng lưới.  Khi tăng trưởng các liên kết có thể bị đứt tạm thời, do đó vách tế bào trở  nên đàn hồi (nới rộng) hơn và những vật liệu mới được chen vào.  Auxin có vai trò chính trong cả hai quá trình trên.
Ảnh hưởng của auxin trên sự đàn hồi hóa của vách xảy ra nhanh chóng (khoảng 10 phút). Theo giả thuyết về sự tăng trưởng acid, auxin có ảnh hưởng gián tiếp bằng cách acid hóa vách tế bào. Auxin điều tiết pH của vách tế bào bằng cảm ứng sự vận chuyển tích cực ion H+ từ tế bào chất vào vách tế bào. pH acid hoạt hóa enzyme trong vách, bẻ gãy các liên kết chéo giữa các sợi cellulose. Các sợi lỏng lẻo làm tế bào trở nên đàn hồi hơn.
Môi trường trong tế bào ưu trương hơn so với dịch lỏng bên ngoài tế bào, và nước đi vào trong tế bào bởi sự thẩm thấu, tạo ra một áp suất trương bên trong tế bào. Khi vách trở nên đàn hồi hơn chúng dễ dàng được kéo căng ra. Nước tiếp tục đi vào tế bào bằng sự thẩm thấu, làm gia tăng thể tích tế bào nhưng sự gia tăng kích thước này không có sự tổng hợp ra tế bào chất mới.
Ảnh hưởng của auxin trên sự căng vách, thêm vào các vật liệu mới vào thì chậm hơn vì vách này tùy thuộc vào sự kích động của một số gen, sự tổng hợp những mARN chuyên biệt, để tổng hợp các enzim xúc tác tạo thêm những đơn vị đường đa vào vách tế bào.  Khi tế bào được cung cấp auxin, nó hoạt hóa bơm ion H+ trên màng sinh chất. Ion H+ được vận chuyển tích cực từ tế bào chất vào trong vách. Sự gia tăng ion H+ hoạt hóa enzyme bẻ gãy một số liên kết chéo giữa các đường đa cấu tạo vách và vách trở nên mềm dẻo hơn.  Vì nước vào không bào càng lúc càng nhiều vách sẽ bị căng ra, nhưng chỉ theo một hướng. Hầu như không có sự tổng hợp tế bào chất mới trong suốt thời gian tăng trưởng theo kiểu này. Sự gia tăng thể tích tế bào là do sự phát triển của không bào. Các không bào nhỏ hòa vào nhau thành một không bào to duy nhất, có thể chiếm tối đa 97% thể tích tế bào; ở tế bào trưởng thành dãy tế bào chất ở ngoại biên chỉ chiếm 10% thể tích tế bào.

## Sinh tổng hợp auxin
Ở thực vật bậc cao, auxin được tổng hợp chủ yếu ở đỉnh ngọn chồi và từ đó được vận chuyển xuống dưới (hướng gốc).
Ngoài đỉnh ngọn, các cơ quan khác như lá non, quả non, phôi hạt đang sinh trưởng và cả tầng phát sinh cũng có khả năng tổng hợp auxin.
Tiền chất của AIA là amino acid triptophan.

## Sự phân hủy auxin
Là một quá trình quan trọng điều chỉnh hàm lượng auxin trong cây. Auxin trong cây sau khi sử dụng xong hay dư thừa sẽ bị phân hủy thành sản phẩm không có hoạt tính sinh lý. Sự phân hủy có thể bằng enzyme auxin oxydase hay bằng quang oxy hóa.